# Ripley (tienda)
Ripley es una cadena de tiendas por departamento chilena fundada en 1956. Tiene operaciones en Perú desde 1997.[cita requerida] También operó en Colombia entre 2013 y 2016.

## Historia
En 1956, se creó la primera tienda de Ripley ubicada en Santiago. Sus dueños, los hermanos Calderón, pronto se convertirían en unos de los principales empresarios de Chile. Su primer local fuera de Santiago se inauguró en Concepción en 1986. La primera multitienda como tal se inauguraría en el sector de calle San Diego en 1985. Su primera incursión internacional fue en Perú (1997) con una tienda en el Jockey Plaza Shopping Center, en Lima. 
Hasta 2005 fue una sociedad anónima cerrada y en dicho año abre sus transacciones en la Bolsa de Comercio de Santiago.
Cuenta también con una entidad de seguros y una entidad financiera llamada Banco Ripley creada en 2002, con las cuales participa en los negocios financieros tanto chileno como peruano. Aparte, genera y administra su propia tarjeta de crédito, la Tarjeta Ripley (1976), su propio programa de fidelización, los Ripley Puntos Go y su propia billetera digital, Chek. 
Sus estrategias de promoción incluyen recordadas actividades como los "Días R" y "48 Horas".
Además de las operaciones como tienda departamental, desde enero de 2009 Ripley era propietario de un 22,5 % de Nuevos Desarrollos S.A., sociedad compartida con Mallplaza (que posee 77,5%) y que era dueña directa de ocho centros comerciales de la cadena (Mallplaza Alameda, Arica, Biobío, Copiapó, Iquique, Egaña, Los Dominicos y Sur). En marzo de 2023, Ripley resolvió vender el 22,5% a Mallplaza. Ripley también es accionista en partes iguales junto a Parque Arauco del grupo Marina (operadores del Mall Marina Arauco, Mall Curicó, Mall del Centro Concepción y el Mall Barrio Independencia). Con anterioridad, Ripley también fue propietario del Mall Rancagua, Mall del Centro y Mall Panorámico.

### Expansión

#### Perú
Ripley llegó a Perú en 1997, inaugurando su primera tienda en el Jockey Plaza Shopping Center. En 2006 inauguró la primera tienda fuera de Lima en el centro comercial Mall Aventura Plaza de Trujillo. Hoy en día cuenta con diversas tiendas en distintos sectores de dicho país. 
En 2002 se inauguró una tienda bajo un formato llamado Max en el centro comercial Megaplaza de Lima Norte buscando entrar al sector popular comercial de Lima. Sin embargo, el experimento duró solo unos años, inaugurando solo tres tiendas Max. Estas cerraron en junio de 2019, con excepción de la del C.C. Megaplaza que se convirtió en un Ripley regular, pero de menor tamaño y de un solo piso.
Además de sus operaciones como tienda departamental, Ripley también ha incursionado en el rubro inmobiliario. En Perú, opera centros comerciales bajo la marca Mall Aventura, y, hasta 2016, varios más gracias a una asociación entre el Grupo Falabella (Mall Plaza), que operaban bajo la marca Mall Aventura Plaza.
Del mismo modo Ripley ingresa al sistema bancario con la transformación de la Financiera Cordillera Financor al actual Banco Ripley en 2008.

#### Colombia
Ripley anunció su ingreso en Colombia en 2012. En abril de 2013, abrió la primera de sus tiendas en el Centro Comercial Cacique de la ciudad de Bucaramanga. Luego, abrieron dos tiendas más en la capital Bogotá en el Centro comercial Mallplaza NQS y en el Centro comercial Centro Mayor, el más grande del país.
A través de un acuerdo con el Grupo Éxito, Ripley podría haber abierto al menos seis tiendas más en nuevos centros comerciales ubicados en varias ciudades colombianas, muy posiblemente tras adquirir las operaciones de una de sus competidoras locales, Los Tres Elefantes S.A., o tras la apertura de más tiendas bajo su marca propia. Sin embargo, el 18 de febrero de 2016, Ripley anunció el cierre definitivo de sus tres tiendas en Colombia.

## Campañas publicitarias
En 2011 la empresa contrató para sus campañas publicitarias a la animadora de televisión chilena Diana Bolocco, a las actrices Leonor Varela y Javiera Díaz de Valdés, y a la comunicadora Macarena Pizarro. Para estas campañas cambió su eslogan por el de «Me fascina Ripley».[cita requerida]
Años antes, entre sus rostros contó con la presencia de destacados personajes chilenos e internacionales como Penélope Cruz, Cindy Crawford, el fallecido animador de televisión Felipe Camiroaga, la fallecida cantautora Soraya, Delfina Guzmán, Catherine Fulop, Javiera Contador, Almendra Gomelsky. En 2015 se suma animador de televisión Martin Cárcamo, haciendo dupla con Diana Bolocco. Hacia 2014 en Colombia y Perú el rostro publicitario era la actriz Stephanie Cayo.[cita requerida]
En junio de 2015 anuncia la llegada de la actriz Sarah Jessica Parker, famosa por su interpretación como Carrie Bradshaw en la serie estadounidense Sex and the City.

## Galería
|                                                  |
| Tienda Ripley Crillón, en el centro de Santiago. |

|                                        |
| Tienda en Plaza Sucre de Viña del Mar. |

|                      |
| Tienda en Ica, Perú. |

|                                               |
| Tienda en Mall Plaza de Los Ríos de Valdivia. |